# Iulia Skokova
Iulia Skokova (n. 1 decembrie 1982, Sverdlovsk, RSFS Rusă, URSS) este o sportivă ce a reprezentat Rusia, medaliată olimpică. A participat la o ediție a Jocurilor Olimpice (2014) în care a câștigat o medalie de bronz.